# Virginia Slims of Arizona 1988
Virginia Slims of Arizona 1988 - жіночий тенісний турнір, що проходив на відкритих кортах з твердим покриттям Pointe at South Mountain у Фініксі (США). Належав до турнірів 2-ї категорії в рамках Туру WTA 1988. Відбувсь утретє і тривав з 12 до 18 вересня 1988 року. Перша сіяна Мануела Малеєва здобула титул в одиночному розряді й отримала за це 17 тис. доларів США.

## Фінальна частина

### Одиночний розряд
Мануела Малеєва —  Діанне ван Ренсбург 6–3, 4–6, 6–2
- Для Малеєвої це був 2-й титул за сезон і 12-й — за кар'єру.

### Парний розряд
Еліз Берджін /  Розалін Феербенк —  Бет Герр /  Террі Фелпс 6–7(6–8), 7–6(7–3), 7–6(10–8)
- Для Берджін це був єдиний титул за сезон і 9-й — за кар'єру. Для Феербенк це був 2-й титул за сезон і 17-й — за кар'єру.